# Aporia kanekoi
Aporia kanekoi is een vlindersoort uit de familie van de Pieridae (witjes), onderfamilie Pierinae.
Aporia kanekoi werd in 1989 beschreven door Koiwaya.